# Batrachosauroides
Genre
Batrachosauroides est un genre fossile de salamandres préhistoriques connues de plusieurs sites à travers les États-Unis.

## Systématique
Le genre Batrachosauroides a été créé en 1943 par les paléontologues américains Edward Harrison Taylor (1889-1978) et Curtis Julian Hesse (d) (1905-1945) avec comme espèce type Batrachosauroides dissimulans.

## Liste d'espèces
Selon Paleobiology Database (27 octobre 2022) :
- Batrachosauroides dissimulans Taylor & Hesse, 1943[1]
- Batrachosauroides gotoi Estes, 1969[3],[4]

Une troisième espèce proposée et non identifiée a été proposée par le paléontologue James Gardner sur la base de la découverte d'un fossile dentaire dans la zone Bushy Tailed Blowout des terrains fossiles de la formation de Lance, mais n'a pas été définitivement identifiée comme une nouvelle espèce ou comme faisant partie de l'un ou l'autre des deux espèces identifiées[réf. nécessaire].

## Publication originale
- (en) E. H. Taylor et C. J. Hesse, « A new salamander from the upper Miocene beds of San Jacinto County, Texas », American Journal of Science, and Arts, New Haven, Inconnu, vol. 241, no 3,‎ 1er mars 1943, p. 185-193 (ISSN 0002-9599 et 1945-452X, OCLC 5694945, DOI 10.2475/AJS.241.3.185).